# سومرسدورف (مکلنبورگ-فورپومرن)
سومرسدورف (به آلمانی: Sommersdorf) یک شهر در آلمان است که در مکلنبورگیشه زنپلاته واقع شده‌است. سومرسدورف ۲۷۶ نفر جمعیت دارد.